# Хроніки ломбарду
«Хроніки ломбарду» (англ. Pawn Shop Chronicles) — кримінально-комедійний трилер від режисера Вейна Крамера з Бренданом Фрейзером і Меттом Діллоном в головних ролях. У США фільм вийшов на екрани 12 липня 2013 року.

## Зміст
Три різні історії об'єднує ломбард в глухому містечку. Саме там перетинаються персонажі, здавалося б, різних сюжетних ліній. Перша історія — кримінальна комедія про наркоманів-невдах, які намагаються пограбувати свого дилера. Друга — трилер, де несподівана знахідка в ломбарді кільця зниклої багато років тому дружини приводить чоловіка до маніяка, що утримує в полоні 21 дівчину. Третя історія — комедія про життя двійника Елвіса, що кочує зі своїм шоу по ярмарках американської провінції.

## Ролі
| Актор             | Роль                   |
| ----------------- | ---------------------- |
| Брендан Фрейзер   | Ріккі                  |
| Метт Діллон       | Річард                 |
| Пол Вокер         | Роу Дог                |
| Кевін О. Ранкін   | Ренді                  |
| Лукас Гаас        | Вернон                 |
| Вінсент Д'Онофріо | власник ломбарду Елтон |
| Чі МакБрайд       | Джонсон                |
| Ді-Джей Кволлс    | Джей-Джей              |
| Елайджа Вуд       | Джонні Шоу             |
| Норман Рідус      | Сінді                  |
| Ешлі Сімпсон      | Тереза                 |
| Майкл Кадлітц     | Бен                    |
| Сем Геннінгс      | Верджил                |
| Томас Джейн       | «Той самий»            |
| Рашель Лефевр     | Сенді                  |
| Меттью О'Лірі     | Ламар                  |
| Марк Повінеллі    | Гаррі                  |

## Критика
Фільм отримав негативні відгуки від світових критиків і з тріском провалився в прокаті. На ресурсі Rotten Tomatoes має рейтинг 12 % на основі 17 рецензій.